# Почтовое отделение
Почто́вое отделе́ние, или отделе́ние почто́вой свя́зи — объект почтовой связи, осуществляющий приёмку, сортировку, отправку, обработку и доставку почты. 

## История
Старейшим в мире является  почтовое отделение в городке Санкуаре в Дамфрисшире (Шотландия), которое работает без перерыва с момента основания в 1712 году. В том году была учреждена конная почтовая служба для обмена корреспонденцией между Англией и Шотландией, и расположенный близ англо-шотландской границы замок Санкер, которым владело влиятельное семейство Крайтонов, стал удобным перевалочным пунктом. В занимаемом ныне почтой здании в те времена находилась почтовая станция для обслуживания почтовых карет, смены лошадей и приёмки почты.
Второе место занимает открытое в 1720 году почтовое отделение в Стокгольме (Швеция). На третьем месте по возрасту находится почтовое отделение в Сантьяго (Чили), начавшее работать в 1772 году.

## Галерея

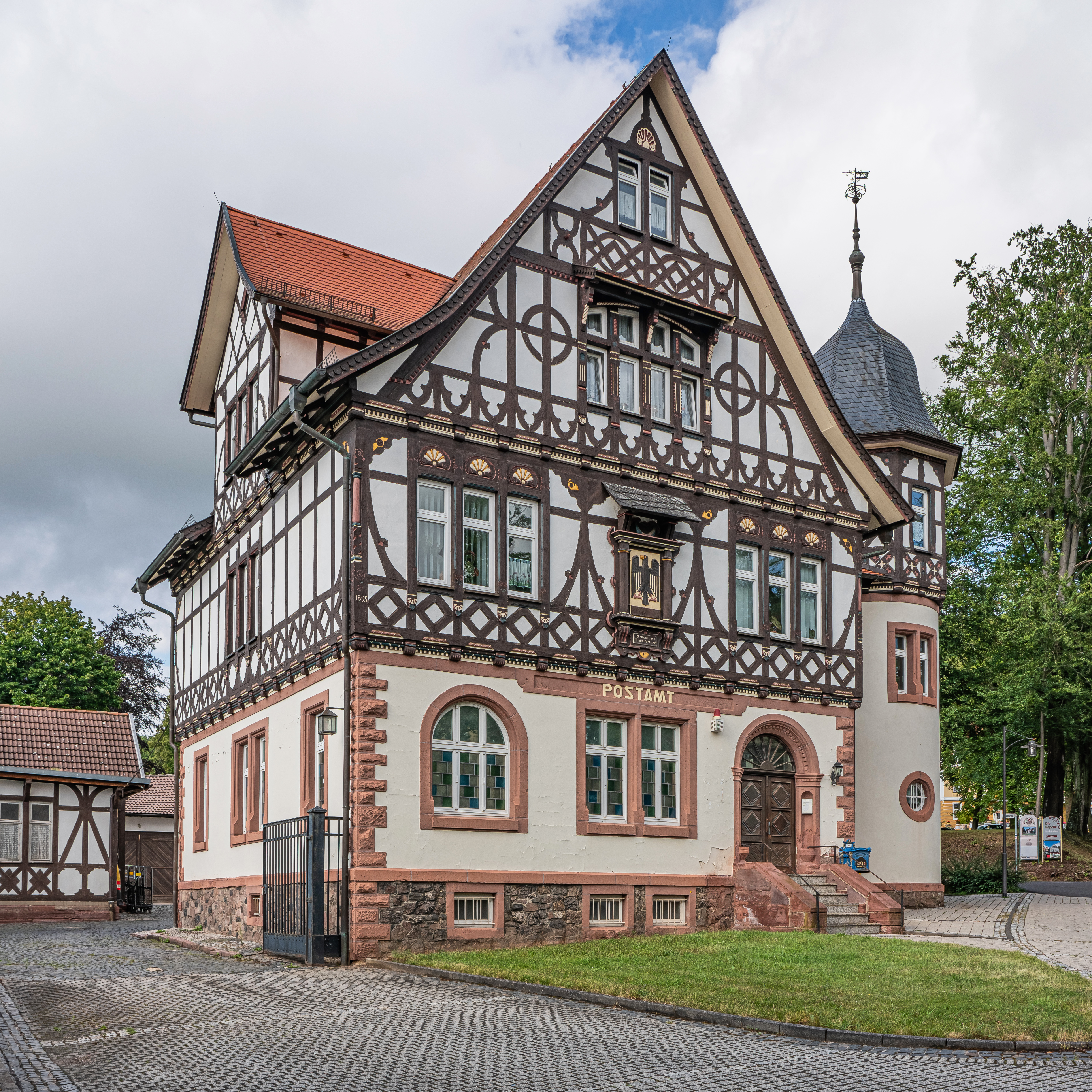
Почтовое отделение в Бад-Либенштайне (Германия)
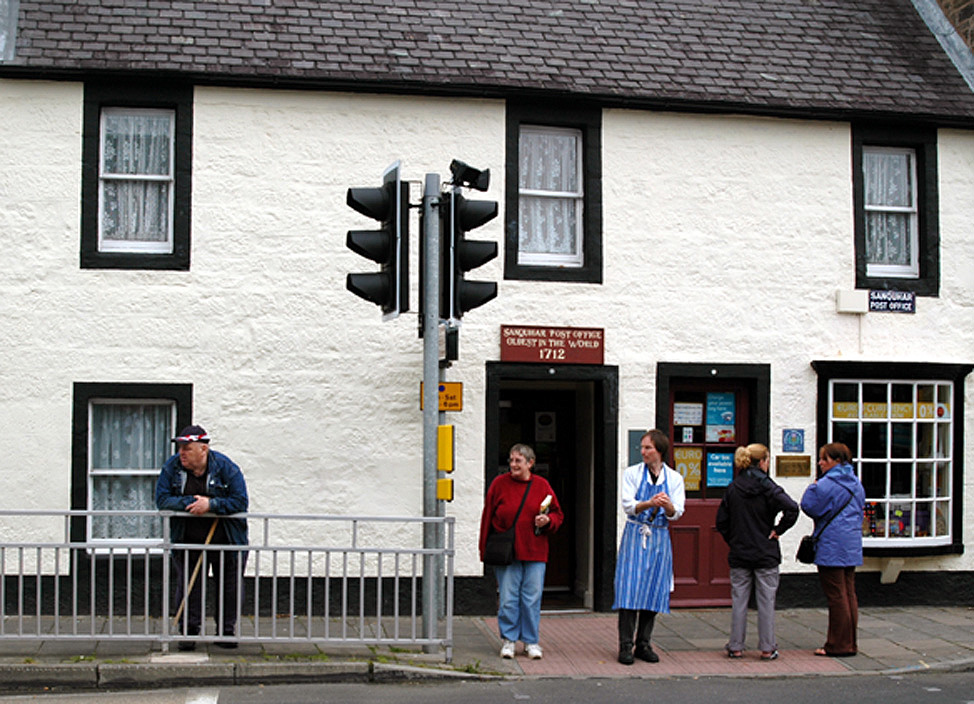
Старейшее в мире почтовое отделение в шотландском Санкуаре
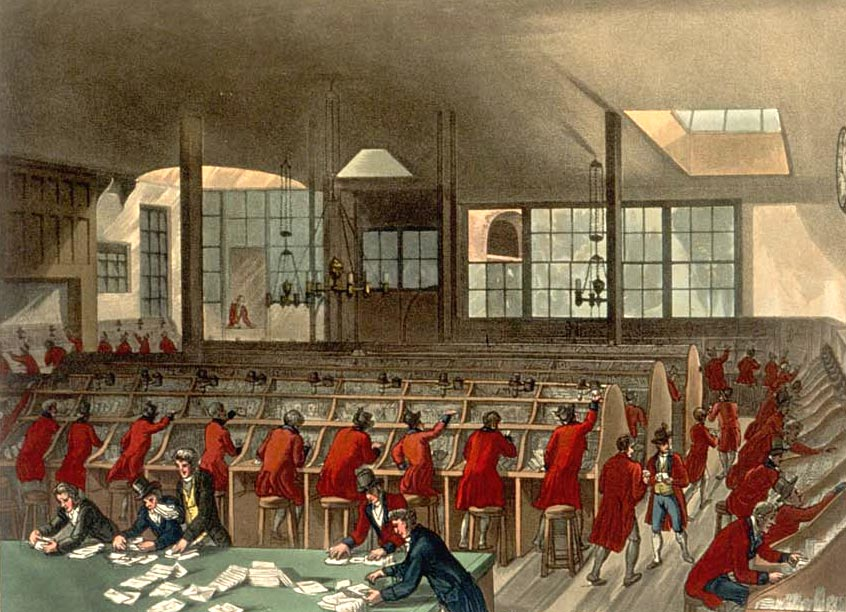
Ручная сортировка почты (Лондон, 1808)

## Современность

### Россия
В сеть Почты России входит более 38 000 работающих отделений по всей стране. Это одна из крупнейших клиентских сетей в мире.
Почтовые отделения бывают городские и сельские.
Городские почтовые отделения делятся на:
- открытого типа;
- закрытого типа при организациях и предприятиях;
- укрупненное доставочное отделение почтовой связи (УДОС).

Основные типы сельских почтовых отделений:
- стационарное отделение почтовой связи (СОПС);
- передвижное отделение почтовой связи (ПОПС);
- сезонное отделение почтовой связи.

Число почтовых отделений в населенном пункте зависит от числа жителей. По нормативам Минцифры 2020 года,  в крупных городах численностью более 500 тысяч человек одно отделение почты должно приходиться на 15 тысяч, в городах населением до 100 тысяч ― одно отделение почты на 6 тысяч человек. В сельских поселениях должно быть одно почтовое отделение на каждые 5 тысяч.

#### Услуги
Во всех почтовых отделениях можно:
- отправлять и получать письма, посылки, открытки;
- оформлять денежные переводы;
- покупать упаковочные материалы;
- оформлять подписку на газеты и журналы;
- получать пенсии и пособия;
- оплачивать различные услуги и штрафы;
- выплачивать кредиты;
- отправлять документы в вузы;
- отправлять официальные запросы в госорганы и миграционные уведомления;
- покупать марки и маркированные конверты.

С апреля 2022 года в почтовых отделениях можно приобрести продукты под собственным брендом Почты России «Почтовая марка». Всего в линейку постепенно войдет около 200 наименований товаров от российских производителей: варенье, кондитерские изделия, бакалея, безалкогольные напитки, консервы, бытовая химия, товары для дома. 

#### Сокращение времени обслуживания
В крупных почтовых отделениях с 2016 года работает система электронной очереди, которая позволяет сокращать время обслуживания посетителей и контролировать результаты работы операторов. С 2020 года многие почтовые отделения в крупных городах стали работать без выходных.
Чтобы снизить время ожидания в отделениях, в 2020 году Почта запустила сервис для предварительной записи через сайт и мобильное приложение. 
В результате внедрения новых услуг среднее время ожидания в очереди в почтовых отделениях в 2020 году составило 3,5 минуты. По сравнению с 2018 годом Почта сократила эти показатели в 1,5 раза. Цель — к 2025 году сократить время ожидания клиента в очереди до 2 минут.
В 2018 году появилась новая услуга по оформлению отправки посылок онлайн. Клиент может заполнить данные для отправки на сайте или в приложении Почты, после чего формируется готовый бланк с трек-номером, который приклеивается к посылке. В отделении оператор сканирует всю информацию по трек-номеру, на месте нужно только оплатить посылку. Также есть возможность оформить предоплаченную посылку, тогда в отделении необходимо только сдать ее оператору, сделать это можно без очереди.
Получить посылку из отделения можно не выходя из дома. В 2015 году Почта России запустила во всех регионах страны услугу доставки заказов на дом - почтальон доставляет получателю из отделения мелкие пакеты весом до 2 кг. В июне 2022 года во всех московских отделениях Почты заработала доставка на дом за час. Также в нескольких регионах страны есть доставка из отделений с помощью роверов (роботов «Яндекса»). Воспользоваться услугой и отследить статус доставки и положение робота на карте можно через Android-приложение Почты.

#### Новые почтовые отделения и отделения-флагманы
В сентябре 2021 года в Саратове открылось почтовое отделение для тестирования инноваций.  В нем представлены технологии и услуги, которые в будущем планируется внедрить в другие отделения России: биометрические системы, которые идентифицируют посетителей при входе в отделение и при получении отправлений через почтаматы, оцифровка письменной корреспонденции, пятиосевые 5D-принтеры для распечатывания посылок. Отделение разделено на несколько зон: центр социальных услуг, зоны постаматов и кофепоинта с микромаркетом, помещения оцифровки корреспонденции и 5D печати, а также классический клиентский зал.
В 2021 году было открыто еще одно инновационное отделение в технопарке «Сколково». Технологические стартапы смогут предлагать Почте пилотные проекты и внедрять свои продукты в бизнес-процессы компании. А формат классического отделения позволит тестировать решения сразу в реальных условиях.
В том же году в Самаре была открыта ретро-почта, стилизованная под эпоху дореволюционной России. Почтовое отделение разместили в историческом здании — доме купца Иванова на улице Молодгвардейской, 144. Здание построено в конце 19 века, интерьеры отделения  и рабочая форма сотрудников Почты стилизованы под ту же эпоху, на втором этаже расположено выставочное пространство, посвященное истории почты в Самарской губернии.
В феврале 2022 года Почта открыла флагманское отделение в Санкт-Петербурге на Невском проспекте, 70А в историческом здании по соседству с Домом журналистов. Новое отделение стало  центральной почтовой и филателистической площадкой города.

#### Обновление сети почтовых отделений
Почта модернизирует сельские отделения по поручению Президента Российской Федерации Владимира Путина от 24 августа 2021 года, прозвучавшего на втором этапе XX съезда партии «Единая Россия». В отделениях пройдут ремонты и появятся новые, актуальные для малых и удаленных поселений услуги. Например, в обновленных отделениях можно будет подтвердить или восстановить учетную запись на портале Госуслуг, воспользоваться его сервисами и распечатать необходимые документы, получить юридически значимую корреспонденцию в цифровом формате, самостоятельно измерить температуру, давление, уровень кислорода в крови. Отделения станут доступнее для маломобильных людей: появятся пандусы, широкие дверные проемы и кнопки вызова персонала. 

#### Доступность почтовых отделений
Почта адаптирует отделения для маломобильных граждан не только с точки зрения улучшения инфраструктуры, но и проводит обучение персонала. С 2016 года компания модернизировала 22% от общего числа своих отделений. Посетители с инвалидностью по слуху, зрению и на коляске могут получить сопровождение сотрудника, помощь в упаковке отправления и заполнении бланков. В случае невозможности посещения отделения, сотрудника Почты можно вызвать на дом.

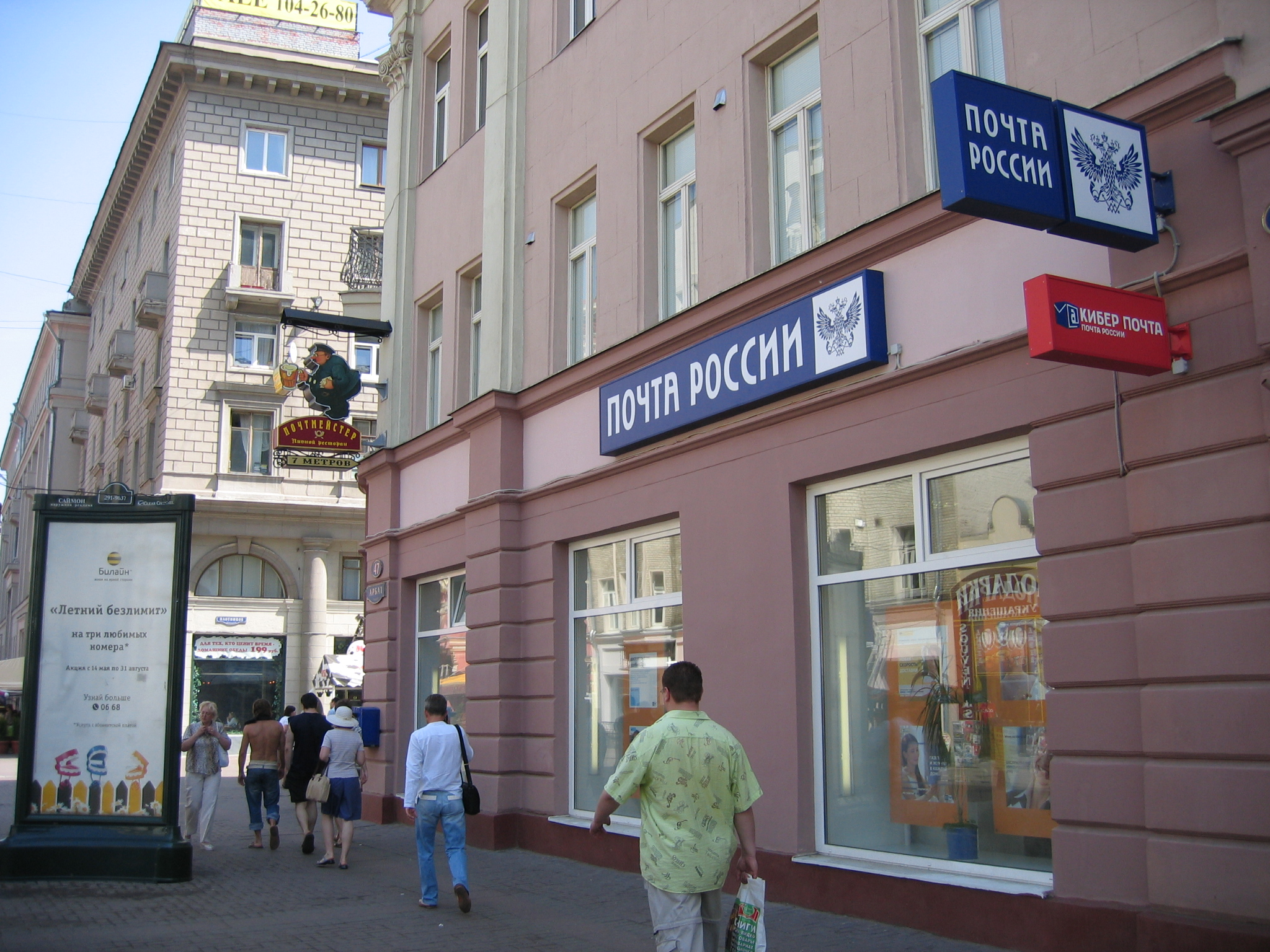
Отделение Почты России на Арбате
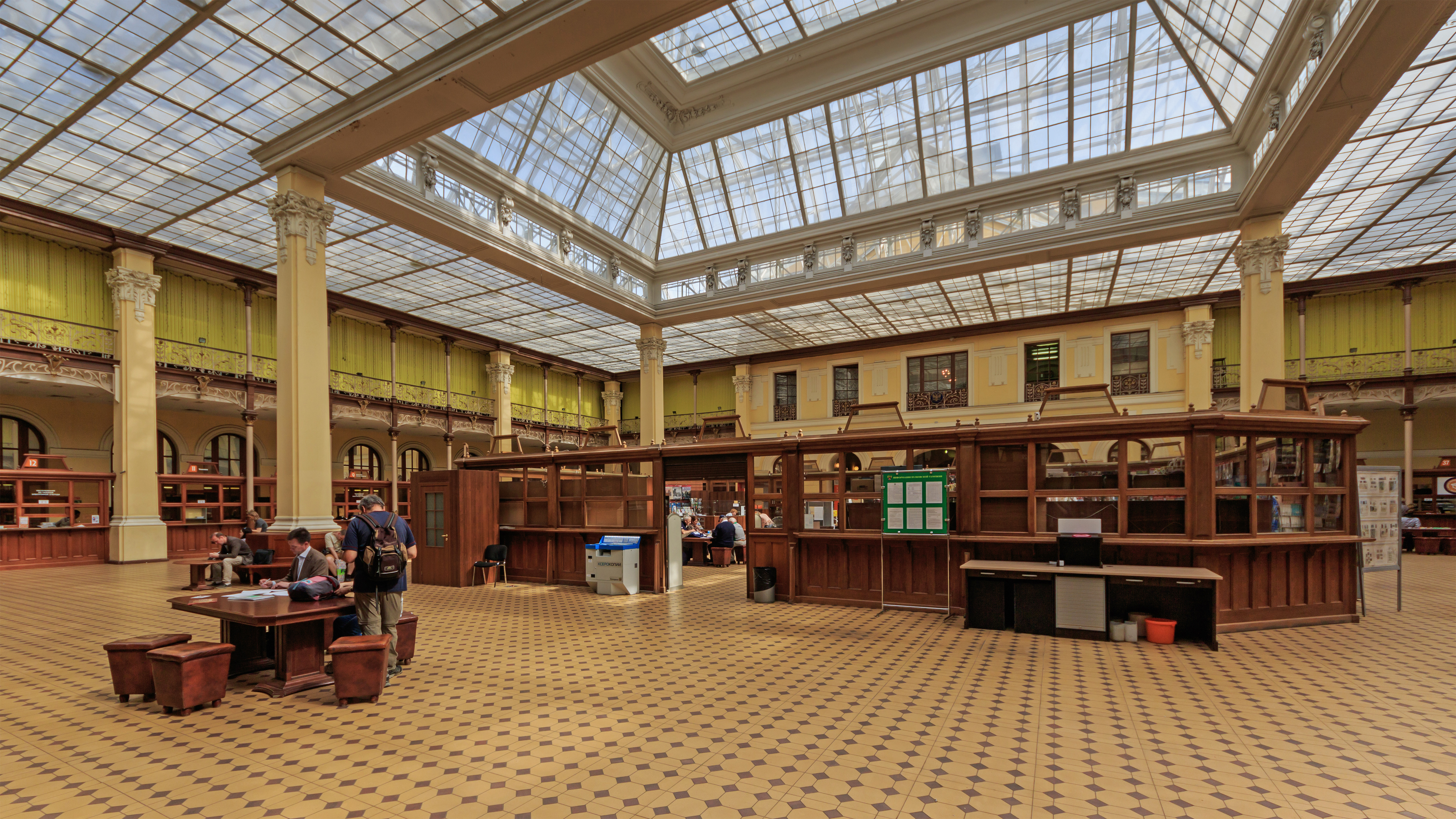
Зал главного почтамта в Санкт-Петербурге

## В литературе
Как место действия, почтовое отделение встречается в произведениях литературы, например:
- в коротких рассказах Антона Павловича Чехова «В почтовом отделении» (1883) и «Мой разговор с почтмейстером» (1886)[26];
- в романе Чарльза Буковски «Почтовое отделение» (англ. Post Office, 1971)[27].